# 電波兵器
電波兵器（でんぱへいき）とは、軍事用途に電波を用いた機器のこと。

## 概要
電波を通信以外の兵器用途としても利用する研究は、20世紀初頭より行われてきていたが、1940年には捜索・標定機器のレーダーとして、実用化した。レーダー及びそれを妨害する電子機器等は電子兵器とも呼ばれる。電波や電子機器を用いた捜索・標定及び通信とそれに対する妨害行動は、電子戦として現代の軍隊には不可欠な能力となっている。
電波のエネルギーそのものを指向性エネルギー兵器(DEW)として用いる構想も20世紀前半からあったが、出力等の技術的課題が大きく実用には至らなかった。また、核爆発に伴う電磁パルスの活用も考えられていたが、これには核兵器の使用という問題があった。このような状況にあったが、1990年代以降より高出力マイクロ波を用いた実用的なDEW電波兵器の開発が進められるようになった。人体に向け照射し、人体の発熱により、その行動力を低下させる非殺傷兵器としての開発や、電子機器へ照射し、過電圧・過負荷により電子チップを破壊する方式が検討されている。

## 兵器にまつわる遺構
日本海軍は第二次世界大戦中、静岡県島田市内に実験所（第二海軍技術廠牛尾実験所）を建設し、電波兵器の開発を進めていた。1945年、兵器は完成を見ぬまま終戦を迎え、コンクリート構造物だけが長らく現地に残されていたが、近隣の大井川の改修工事に伴い2015年初頭に取り壊しが決定した。

## 近年の使用例
2020年11月、中国人民大国際関係学院の金燦栄副院長が講演で中国軍のマイクロ波攻撃について言及した。その内容は「インド軍をマイクロ波で撃退した」というものであるが、インド軍は使用されたことを否定している。
また電磁波兵器であることは確定していないが、世界各国の大使館や拠点に在留していたアメリカの外交官が脳損傷を受ける被害を訴えた。ラトビアを拠点とするインサイダーは、ロシア軍参謀本部情報総局傘下の「２９１５５」と呼ばれる部隊が、米政府職員がハバナ症候群を発症した場所に配置されていたと指摘。同部隊の幹部が「非致死的音響兵器」の開発に関する任務遂行で表彰や昇進を受けていたと主張している。